# Сардурі II

Урарту під час першої половини правління Сардурі II

Сардурі II (Сардурі, син Арґішті,Сидурі II,Седурі II,Сардур II) — останній цар Урарту періоду розквіту держави Урарту. Час правління 764–735 до н. е. Поразка урартського війська під командуванням Сардурі II від ассирійського царя Тіґлатпаласара III 735 року до н. е. поклала початок занепаду Урарту.

## Правління Сардурі II з 764 по 744 до н.е.
Зійшовши на престол в 764 до н. е., Сардурі II продовжив політику свого батька Арґішті I із розширення кордонів Урарту. Завоювання попередників Сардурі II Менуа і Арґішті I, зробили Урарту наймогутнішою державою Передньої Азії. Потужна урартська армія була перебудована за передовим ассирійським зразком, а самі ассирійці (через розширення меж Урарту) були відрізані від стратегічних поставок коней і заліза. Сардурі II здійснив безліч успішних військових походів для розширення кордонів. Багато які з ранніх походів відбувалися в Закавказзі, де урарти майже не зустрічали опору. Під час цих походів Сардурі II легко захоплював полонених та військові трофеї. Можливо, що могутність Урарту цього періоду вселили зайву самовпевненість в Сардурі II і його бойових командирів. Наприклад, бойова зброя цього періоду виготовлялася із великою кількістю прикрас, і, хоча урарти давно володіли технологією виробництва залізної зброї і залізними рудниками, багато зброї вироблялося із бронзи.
До середини свого правління Сардурі II здійснив також похід у прикордонну з Ассирією країну Манна, який, можливо, спровокував Ассирію на підготовку війни проти Урарту. Літопис Сардурі II повідомляє:

Бог Халді виступив зі своєю зброєю, …, кинув їх перед Сардурі, сином Арґішті I. Халді могутній, зброя бога Халді — могутня. Виступив в похід Сардурі, син Арґішті. Сардурі говорить: Я пішов, я виступив в похід на країну Манна, країну я завоював, міста спалив і зруйнував, країну я розорив; чоловіків і жінок викрав в країну Біаінілі. Цитадель міста Дарбані, укріплену, в бою я завоював, цю країну до моєї країни я приєднав.

Правителі сусідньої Ассирії до 744 року до н. е. були не в змозі перешкодити урартам в їхніх завоюваннях.

## Правління Сардурі II з 744 рік до н.е. по 735 рік до н. е

Урарту під час другої половини правління Сардурі II

У 744 до н. е. в сусідній з Урарту Асирії відбулися політичні зміни. Відносно мирних правителів Ашшур-дана III (період правління 772–755 до н. е.) і Ашшур-нірарі Ⅴ (період правління 754–745 до н. е.) змінив рішучий Тіґлатпаласар III, який негайно розпочав боротьбу за відновлення Асирією колишнього панування в Передній Азії. Тіґлатпаласар III провів ряд реформ в ассирійській армії і почав успішні бойові дії на західних кордонах Урарту, спрямовані на повернення Ассирії контролю над торговими шляхами в Малу Азію, відібрані урартами при царі Менуа.
В 735 до н. е. відбувся вирішальний бій між ассирійською та урартською арміями на західному березі Ефрату. Ассирійці розбили урартську армію і захопили велику кількість полонених і різні трофеї. Сардурі II, який командував урартською армією, втік із поля бою в столицю Урарту Тушпу, а Тіґлатпаласар III продовжив військовий похід вглиб Урарту. Ассирійський літопис повідомляє:

Сардурі урарта в Турушпі, його головному місті, я замкнув, велике побоїще влаштував перед міськими воротами, зображення моєї величчі встановив я навпроти міста. 60 мір шляху по великій країні Урарту зверху донизу переможно я пройшов і не зустрів суперника. Країни Уллуба і Хабху, розташовані у підніжжя гори Нал, я завоював цілком і включив до кордону Ассирії.

Обставини смерті Сардурі II залишаються до кінця нез'ясованим. Мабуть, він був убитий ассирійцями при облозі Тушпи. Значна поразка від ассирійців відкинула Урарту в хаос, багато областей негайно повстали проти центральної влади Тушпи. У житті держави Урарту настав занепад, який поступово закінчився її загибеллю.

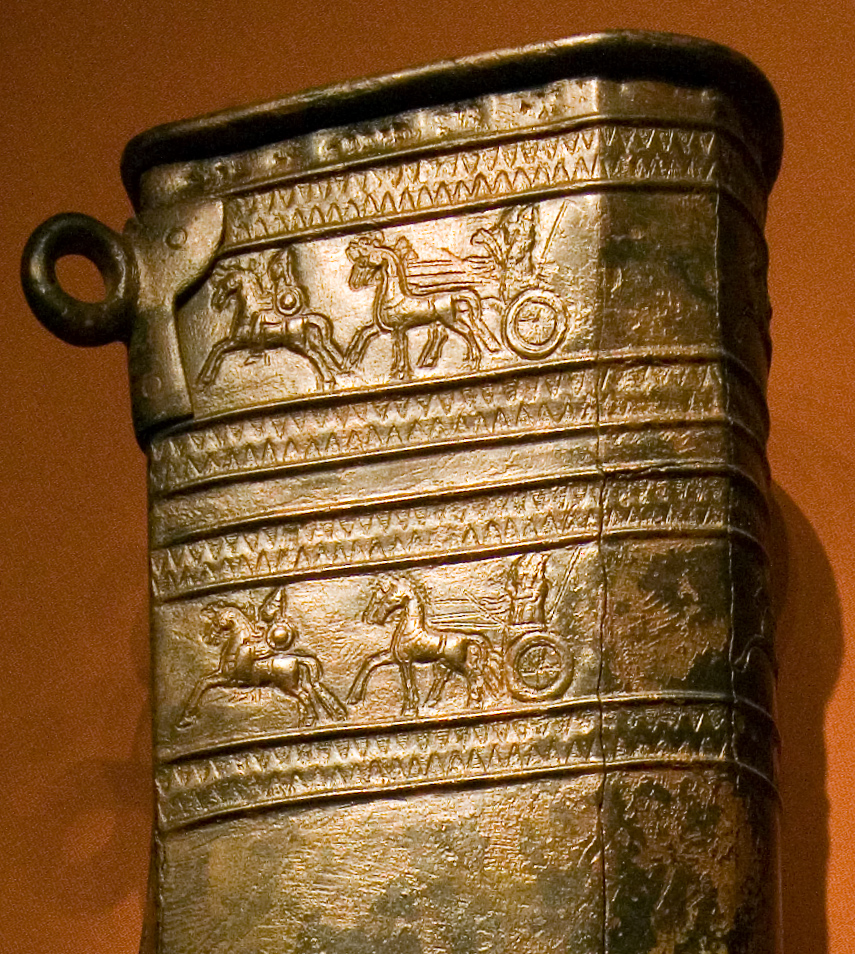
Фрагмент бронзового сагайдака із написом Сардурі II